# Fussball Club Erzgebirge Aue 2002-2003
Questa voce raccoglie le informazioni riguardanti il Fussball Club Erzgebirge Aue nelle competizioni ufficiali della stagione 2002-2003.

## Stagione
Nella stagione 2002-2003 l'Erzgebirge Aue, allenato da Gerd Schädlich, concluse il campionato di Regionalliga nord al 1º posto e fu promosso in 2. Bundesliga. In Coppa di Germania l'Erzgebirge Aue fu eliminato al primo turno dal Bochum.

## Rosa
| N. |                                 | Ruolo | Calciatore         |
| -- | ------------------------------- | ----- | ------------------ |
|    | Germania (bandiera)             | P     | Jörg Hahnel        |
|    | Bulgaria (bandiera)             | P     | Russi Petkov       |
|    | Germania (bandiera)             | D     | Thorsten Görke     |
|    | Rep. Ceca (bandiera)            | D     | Petr Grund         |
|    | Bosnia ed Erzegovina (bandiera) | D     | Murat Jasarević    |
|    | Macedonia del Nord (bandiera)   | D     | Nikolče Noveski    |
|    | Germania (bandiera)             | C     | Manuel Benthin     |
|    | Germania (bandiera)             | C     | Frank Berger       |
|    | Germania (bandiera)             | C     | Gregor Berger      |
|    | Germania (bandiera)             | C     | Jörg Emmerich      |
|    | Germania (bandiera)             | C     | Matthias Heidrich  |
|    | Germania (bandiera)             | C     | Kay-Uwe Jendrossek |

| N. |                      | Ruolo | Calciatore         |
| -- | -------------------- | ----- | ------------------ |
|    | Germania (bandiera)  | C     | Sascha Kadow       |
|    | Germania (bandiera)  | C     | Marco Kurth        |
|    | Germania (bandiera)  | C     | Michel Petrick     |
|    | Germania (bandiera)  | C     | Tobias Preuß       |
|    | Germania (bandiera)  | C     | Alexander Tetzner  |
|    | Rep. Ceca (bandiera) | A     | Rostislav Broum    |
|    | Germania (bandiera)  | A     | Michal Hampel      |
|    | Germania (bandiera)  | A     | Ronny Jank         |
|    | Germania (bandiera)  | A     | Marcel Salomo      |
|    | Georgia (bandiera)   | A     | Khvicha Shubitidze |
|    | Germania (bandiera)  | A     | Mirko Ullmann      |

## Organigramma societario
Area tecnica
- Allenatore: Gerd Schädlich
- Allenatore in seconda: Holger Erler
- Preparatore dei portieri:
- Preparatori atletici:
- Analisi video:

## Calciomercato

### Sessione estiva
| Acquisti | Acquisti           | Acquisti          | Acquisti |
| R.       | Nome               | da                | Modalità |
| -------- | ------------------ | ----------------- | -------- |
| C        | Frank Berger       | Carl Zeiss Jena   |          |
| C        | Jörg Emmerich      | Rot-Weiß Erfurt   |          |
| D        | Thorsten Görke     | Lokomotive Lipsia |          |
| A        | Michal Hampel      | Opava             |          |
| C        | Tobias Preuß       | Hansa Rostock II  |          |
| A        | Khvicha Shubitidze | Zwickau           |          |
| A        | Mirko Ullmann      | Babelsberg        |          |

| Cessioni | Cessioni         | Cessioni        | Cessioni |
| R.       | Nome             | a               | Modalità |
| -------- | ---------------- | --------------- | -------- |
| A        | Sven Dreyer      | Vorwärts Dessau |          |
| D        | Holger Hasse     | Lubecca         |          |
| C        | Maik Kunze       | Lubecca         |          |
| D        | Roman Müller     | Sachsen Lipsia  |          |
| D        | Radek Sionko     | Viktoria Žižkov |          |
| C        | Borislav Tomoski | Rot-Weiss Essen |          |

### Sessione invernale
| Acquisti | Acquisti       | Acquisti             | Acquisti |
| R.       | Nome           | da                   | Modalità |
| -------- | -------------- | -------------------- | -------- |
| C        | Manuel Benthin | Alemannia Aquisgrana |          |

| Cessioni | Cessioni | Cessioni | Cessioni |
| R.       | Nome     | a        | Modalità |
| -------- | -------- | -------- | -------- |

## Risultati

### Regionalliga

#### Girone di andata
| Arbitro: | Perschke |

|                             |           |                                    |
| Celikovic 35’ Ouédraogo 60’ | Marcatori | 7’ Broum 67’ Salomo 80’ Shubitidze |

| Arbitro: | Scheppe |

|                         |           |  |
| Jank 12’ Shubitidze 66’ | Marcatori |  |

| Arbitro: | Weber |

|                                      |           |           |
| Vier 11’ Halat 41’ Isa 70’ Spork 74’ | Marcatori | 67’ Görke |

| Arbitro: | Marks |

|                   |           |  |
| Heidrich 22’, 90’ | Marcatori |  |

| Arbitro: | Thomßen |

|  |           |           |
|  | Marcatori | 24’ Grund |

| Arbitro: | Lupp |

|                    |           |  |
| Tetzner 84’ (rig.) | Marcatori |  |

| Arbitro: | Weber |

|  |           |                               |
|  | Marcatori | 5’ Görke 43’ Jank 88’ Tetzner |

| Arbitro: | Jauch |

|          |           |             |
| Jank 47’ | Marcatori | 50’ Neubert |

| Arbitro: | Steinhaus-Webb |

|                       |           |                          |
| Tchipev 72’ Demir 85’ | Marcatori | 17’ Noveski 20’ Heidrich |

| Arbitro: | Henschel |

|               |           |  |
| Jank 44’, 53’ | Marcatori |  |

| Arbitro: | Fleske |

|                       |           |             |
| Altıntop 75’ Löbe 78’ | Marcatori | 17’ Noveski |

| Aue-Bad Schlema 12 ottobre 2002, ore 14:00 CEST 12ª giornata | Erzgebirge Aue | 0 – 0 referto | Rot-Weiss Essen | Erzgebirgsstadion (3 550 spett.)\| Arbitro: \| Meyer \| |
| Arbitro:                                                     | Meyer          |               |                 |                                                         |

| Verl 19 ottobre 2002, ore 14:00 CEST 13ª giornata | Verl      | 0 – 0 referto | Erzgebirge Aue | Stadion an der Poststraße (1 300 spett.)\| Arbitro: \| Gagelmann \| |
| Arbitro:                                          | Gagelmann |               |                |                                                                     |

| Arbitro: | Kemmling |

|                                  |           |                |
| Grund 3’, 47’ Jank 22’ Broum 36’ | Marcatori | 44’, 90’ Zoric |

| Arbitro: | Frank |

|              |           |  |
| Guščinas 61’ | Marcatori |  |

| Arbitro: | Koop |

|                                  |           |  |
| Jank 23’ Noveski 53’ Tetzner 61’ | Marcatori |  |

| Arbitro: | Voss |

|                                    |           |                    |
| Krontiris 32’ Pinske 52’ Demel 63’ | Marcatori | 42’ Jank 48’ Broum |

#### Girone di ritorno
| Arbitro: | Grabanowski |

|             |           |               |
| Tetzner 32’ | Marcatori | 46’ Steegmann |

| Arbitro: | Grudzinski |

|                                           |           |          |
| Schoof 64’ Thönes 76’ Dogan 77’ Kasmi 80’ | Marcatori | 7’ Grund |

| Arbitro: | Fleske |

|          |           |            |
| Broum 5’ | Marcatori | 32’ Sidney |

| Arbitro: | Perschke |

|                     |           |  |
| Koenen 71’ Cebe 78’ | Marcatori |  |

| Arbitro: | Hennecke |

|                |           |                          |
| Shubitidze 25’ | Marcatori | 40’ Owomoyela 64’ Devoli |

| Arbitro: | Hielscher |

|                                 |           |                                 |
| Valdez 59’ (rig.) Canizales 77’ | Marcatori | 14’, 28’ Shubitidze 49’ Tetzner |

| Arbitro: | Otte |

|                        |           |  |
| Grund 27’ Heidrich 77’ | Marcatori |  |

| Arbitro: | Kemmling |

|  |           |           |
|  | Marcatori | 65’ Grund |

| Arbitro: | Scheppe |

|                           |           |  |
| Jank 25’, 75’ Noveski 42’ | Marcatori |  |

| Arbitro: | Winkmann |

|  |           |                          |
|  | Marcatori | 36’ Noveski 89’ Heidrich |

| Arbitro: | Fleske |

|                                     |           |                         |
| Broum 35’ Grund 51’ (rig.) Jank 69’ | Marcatori | 10’ Homola 44’ Altıntop |

| Arbitro: | Gagelmann |

|           |           |  |
| Weber 13’ | Marcatori |  |

| Arbitro: | Weber |

|                                |           |  |
| Broum 21’ Jank 67’ Noveski 88’ | Marcatori |  |

| Arbitro: | Plaggenborg |

|  |           |                           |
|  | Marcatori | 10’ Shubitidze 30’ Berger |

| Arbitro: | Kemmling |

|                             |           |  |
| Berger 45’ Grund 67’ (rig.) | Marcatori |  |

| Arbitro: | Otte |

|          |           |                                                |
| Mota 11’ | Marcatori | 18’ Broum 63’ Shubitidze 72’ Berger 75’ Berger |

| Arbitro: | Rafati |

|                         |           |             |
| Jank 31’ Shubitidze 72’ | Marcatori | 45’ Gambino |

### Coppa di Germania
| Arbitro: | Strampe |

|          |           |                                      |
| Broum 3’ | Marcatori | 24’ Buckley 43’ Freier 60’ Hashemian |

## Statistiche

### Statistiche di squadra
| Competizione      | Punti | In casa | In casa | In casa | In casa | In casa | In casa | In trasferta | In trasferta | In trasferta | In trasferta | In trasferta | In trasferta | Totale | Totale | Totale | Totale | Totale | Totale | DR  |
| Competizione      | Punti | G       | V       | N       | P       | Gf      | Gs      | G            | V            | N            | P            | Gf           | Gs           | G      | V      | N      | P      | Gf     | Gs     | DR  |
| ----------------- | ----- | ------- | ------- | ------- | ------- | ------- | ------- | ------------ | ------------ | ------------ | ------------ | ------------ | ------------ | ------ | ------ | ------ | ------ | ------ | ------ | --- |
| Regionalliga nord | 66    | 17      | 12      | 4       | 1       | 33      | 10      | 17           | 8            | 2            | 7            | 26           | 24           | 34     | 20     | 6      | 8      | 59     | 34     | +25 |
| Coppa di Germania | -     | 1       | 0       | 0       | 1       | 1       | 3       | 0            | 0            | 0            | 0            | 0            | 0            | 1      | 0      | 0      | 1      | 1      | 3      | -2  |
| Totale            | 66    | 18      | 12      | 4       | 2       | 34      | 13      | 17           | 8            | 2            | 7            | 26           | 24           | 35     | 20     | 6      | 9      | 60     | 37     | +23 |

### Andamento in campionato
| Giornata  | 1 | 2 | 3 | 4 | 5 | 6 | 7 | 8 | 9 | 10 | 11 | 12 | 13 | 14 | 15 | 16 | 17 | 18 | 19 | 20 | 21 | 22 | 23 | 24 | 25 | 26 | 27 | 28 | 29 | 30 | 31 | 32 | 33 | 34 |
| --------- | - | - | - | - | - | - | - | - | - | -- | -- | -- | -- | -- | -- | -- | -- | -- | -- | -- | -- | -- | -- | -- | -- | -- | -- | -- | -- | -- | -- | -- | -- | -- |
| Luogo     | T | C | T | C | T | C | T | C | T | C  | T  | C  | T  | C  | T  | C  | T  | C  | T  | C  | T  | C  | T  | C  | T  | C  | T  | C  | T  | C  | T  | C  | T  | C  |
| Risultato | V | V | P | V | V | V | V | N | N | V  | P  | N  | N  | V  | P  | V  | P  | N  | P  | N  | P  | P  | V  | V  | V  | V  | V  | V  | P  | V  | V  | V  | V  | V  |
| Posizione | 5 | 3 | 7 | 3 | 1 | 1 | 1 | 1 | 1 | 1  | 1  | 1  | 2  | 2  | 2  | 1  | 2  | 4  | 6  | 6  | 7  | 7  | 6  | 6  | 5  | 4  | 4  | 2  | 4  | 3  | 2  | 2  | 1  | 1  |

Legenda:

Luogo: C = Casa; T = Trasferta. Risultato: V = Vittoria; N = Pareggio; P = Sconfitta.

### Statistiche dei giocatori
| Giocatore     | Regionalliga nord | Regionalliga nord | Regionalliga nord | Regionalliga nord | Coppa di Germania | Coppa di Germania | Coppa di Germania | Coppa di Germania | Totale   | Totale | Totale      | Totale     |
| Giocatore     | Presenze          | Reti              | Ammonizioni       | Espulsioni        | Presenze          | Reti              | Ammonizioni       | Espulsioni        | Presenze | Reti   | Ammonizioni | Espulsioni |
| ------------- | ----------------- | ----------------- | ----------------- | ----------------- | ----------------- | ----------------- | ----------------- | ----------------- | -------- | ------ | ----------- | ---------- |
| M. Benthin    | 1                 | 0                 | 0                 | 0                 | 0                 | 0                 | 0                 | 0                 | 1        | 0      | 0           | 0          |
| F. Berger     | 26                | 1                 | 2                 | 0                 | 1                 | 0                 | 0                 | 0                 | 27       | 1      | 2           | 0          |
| G. Berger     | 17                | 3                 | 3                 | 0                 | 0                 | 0                 | 0                 | 0                 | 17       | 3      | 3           | 0          |
| R. Broum      | 30                | 7                 | 1                 | 0                 | 1                 | 1                 | 0                 | 0                 | 31       | 8      | 1           | 0          |
| J. Emmerich   | 32                | 0                 | 3                 | 0                 | 1                 | 0                 | 1                 | 0                 | 33       | 0      | 4           | 0          |
| R. Gerber     | 1                 | 0                 | 0                 | 0                 | 0                 | 0                 | 0                 | 0                 | 1        | 0      | 0           | 0          |
| P. Grund      | 31                | 8                 | 6                 | 0                 | 0                 | 0                 | 0                 | 0                 | 31       | 8      | 6           | 0          |
| T. Görke      | 27                | 2                 | 6                 | 0                 | 1                 | 0                 | 0                 | 0                 | 28       | 2      | 6           | 0          |
| J. Hahnel     | 13                | 0                 | 0                 | 0                 | 1                 | 0                 | 0                 | 0                 | 14       | 0      | 0           | 0          |
| M. Hampel     | 0                 | 0                 | 0                 | 0                 | 1                 | 0                 | 0                 | 0                 | 1        | 0      | 0           | 0          |
| M. Heidrich   | 29                | 5                 | 5                 | 0                 | 1                 | 0                 | 0                 | 0                 | 30       | 5      | 5           | 0          |
| R. Jank       | 34                | 13                | 4                 | 0                 | 1                 | 0                 | 0                 | 0                 | 35       | 13     | 4           | 0          |
| M. Jasarević  | 17                | 0                 | 2                 | 0                 | 0                 | 0                 | 0                 | 0                 | 17       | 0      | 2           | 0          |
| K. Jendrossek | 26                | 0                 | 5                 | 0                 | 1                 | 0                 | 0                 | 0                 | 27       | 0      | 5           | 0          |
| S. Kadow      | 3                 | 0                 | 0                 | 0                 | 1                 | 0                 | 0                 | 0                 | 4        | 0      | 0           | 0          |
| M. Kurth      | 25                | 0                 | 6                 | 1                 | 1                 | 0                 | 0                 | 0                 | 26       | 0      | 6           | 1          |
| N. Noveski    | 32                | 6                 | 7                 | 0                 | 1                 | 0                 | 0                 | 0                 | 33       | 6      | 7           | 0          |
| R. Petkov     | 22                | 0                 | 1                 | 0                 | 0                 | 0                 | 0                 | 0                 | 22       | 0      | 1           | 0          |
| M. Petrick    | 3                 | 0                 | 0                 | 0                 | 0                 | 0                 | 0                 | 0                 | 3        | 0      | 0           | 0          |
| T. Preuß      | 13                | 0                 | 1                 | 0                 | 0                 | 0                 | 0                 | 0                 | 13       | 0      | 1           | 0          |
| M. Salomo     | 10                | 1                 | 0                 | 0                 | 0                 | 0                 | 0                 | 0                 | 10       | 1      | 0           | 0          |
| K. Shubitidze | 30                | 8                 | 4                 | 0                 | 1                 | 0                 | 0                 | 0                 | 31       | 8      | 4           | 0          |
| A. Tetzner    | 17                | 5                 | 3                 | 0                 | 1                 | 0                 | 0                 | 0                 | 18       | 5      | 3           | 0          |
| M. Ullmann    | 17                | 0                 | 2                 | 0                 | 0                 | 0                 | 0                 | 0                 | 17       | 0      | 2           | 0          |